# Pristella maxillaris
Cá tetra hoàng kim (Danh pháp khoa học: Pristella maxillaris) là một loài cá cảnh trong nhóm cá tetra. Chúng chính là loài duy nhất trong chi Pristella, thường được gọi là các pristella tetra hay X-ray tetra vàng vì cơ thể rất sáng của nó. Chúng là loài cá phân bố rộng và thích nghi, được tìm thấy ở Amazon và các lưu vực sông Orinoco, như cũng như sông ven biển ở Guianas.

## Đặc điểm
Chúng chịu được nước hơi lợ. Chúng có kích thước nhỏ (lên đến khoảng 5 cm hoặc 2.0 chiều dài) và sống bầy đàn trong các nhóm lớn, các con được có thể được phân biệt bằng bề ngoài nhỏ hơn và mỏng hơn so với con cái. Giống như hầu hết các loài cá tetra khác, nó ăn chủ yếu là côn trùng nhỏ và động vật phù du. Pristella maxillaris là một loài cá thích nghi cỡ nhỏ, thường giữ trong một bể cá nhà và sẽ ăn thức ăn khi chuẩn bị, nó có thể khá dễ tính với điều kiện nước (pH 6-8; độ cứng lên đến 20 dGH). 